# Умберто Нобиле
Умберто Нобиле (на италиански: Umberto Nobile) е италиански строител на дирижабли, изследовател на Арктика, генерал.

## Ранни години (1885 – 1914)
Роден е на 21 януари 1885 година в малкото италианско градче Лауро, в непосредствено близост до вулкана Везувий, в семейство на общински чиновник, по образование юрист. Основно образование получава в частни и държавни училища из страната и лицей в Неапол.
Завършва с отличен успех инженерно-математическия факултет на Неаполитанския университет Федерико Втори и получава привлекателно предложение от германската фирма АЕГ, но се отказва от него поради заболяване на майка си и постъпва на работа в пътното управление. След една година преминава на работа в генералната инспекция на железопътните линии.
През 1910 г. в Неапол за първи път вижда полета на френския летец Кине на биплана „Фарман“ и се увлича от въздухоплаването. Подава документи в училището в Рим, което подготвя специалисти по строителство на въздухоплавателни апарати, завършва и него с отличие и се завръща в Неапол при болната си майка.

## Строител на дирижабли (1914 – 1926)
През 1914 г., в началото на Първата световна война, постъпва на работа във военен завод, където се строят и изпробват въздухоплавателни апарати за военноморския флот. Участва в изпитанията на няколко вида дирижабли.
През 1916 г. предлага разработен, заедно с Уго Пеше, проект за нов дирижабъл „О“ (от италиански: observatore – „наблюдател“). Проектът е одобрен и заводът произвежда 15 броя такива дирижабли. През 1917 е назначен за заместник-директор на завода и завинаги свързва живота си със строежа на дирижабли. През 1919 – вече като директор, пристъпва към строителството на нов вид дирижабъл „Т-34“, проектиран за трансатлантически полети.
През пролетта на 1924 г. в Италия пристига известния норвежки полярен изследовател Роалд Амундсен, за да поръча строителството на два хидроплана „Дорние-Вал“ за полет към Северния полюс. Посещението на Амундсен и плановете му за предстоящата експедиция широко са отразени във вестниците. Именно тогава Нобиле идва до извода, че за географски изследвания е по-целесъобразно използването на дирижабли отколкото на самолети. И когато след една година, след неуспешния опит да достигне до полюса на хидроплани, Амундсен го поканва в Осло „за важна и конфиденциална беседа“, това не е изненада за Нобиле. Срещата се провежда. Амундсен действително го интересува въпроса, способен ли е италиански дирижабъл да извърши полет, но не до полюса, както предполага Нобиле, а през целия Северен ледовит океан от Шпицберген до Аляска, разстояние повече от 3500 км. След кратък размисъл, Нобиле отговаря утвърдително и се съгласява да участва в експедицията.

## Експедиционна дейност (1926 – 1928)

### Полет над Северния ледовит океан (1926)
През април 1926 г., усъвършенствания за полети в условията на Арктика дирижабъл „N-1“ или „Норвегия“, както го кръщава Амундсен, излита от Рим и през Англия и Осло достига до Ленинград, като покрива за пет дни разстояние от 4300 км. Там се налага да се задържат няколко дни заради силните снеговалежи в Шпицберген. Едва на 5 май „Норвегия“ излита от Ленинград и на 7 май се приземява в Кингсбей, Шпицберген.
В утрото на 11 май 1926 г. „Норвегия“ започва полета си над Северния ледовит океан. Екипажът на дирижабъла се състои общо от 17 души: шестима италианци, шестима норвежци, един швед и трима участници в експедицията, нямащи отношение към управлението на въздушния кораб: Роалд Амундсен, Линкълн Елсуърт и журналиста Рам. Командир на кораба е Нобиле.
На 12 май „Норвегия“ достига Северния полюс и от борда на дирижабъла хвърлят три флага: норвежки, американски и италиански. Полетът продължава по-нататък, като „Норвегия“ се движи по 150º з.д. и на 13 май пресича северното крайбрежие на Аляска. По план дирижабълът трябва да кацне в Уайнрайт, но след като проверява останалото гориво Нобиле го насочва към Ноум. Беринговия проток ги посреща с ураганен вятър и гъста мъгла, което налага нова промяна в маршрута и дирижабълът се приземява в ескимоското селище Телер, на 100 км от Ноум.
Полетът от Кингсбей до Телер с дължина 5300 км над неизследваните простори на Северния ледовит океан става едно от най-значителните достижения в историята на въздухоплаването. „Авиационния фактор решава успеха на експедицията, и, следователно, най-голяма слава заслужава Нобиле, който конструира, построява и управлява този въздушен кораб. Но неопровержимо е и това, че експедицията се явява плод на многогодишните усилия на Амундсен, предприети под сянката на норвежкия флаг и по негова инициатива“ – това пише по този повод директора на Норвежкия полярен институт Адолф Хул.

### Полет до Северния полюс (1928)
Поради бляскавия успех на експедицията италианския диктатор Бенито Мусолини решава да организира втори полет, този път до полюса и само с италиански екипаж на дирижабъла „Италия“, като командир на кораба отново е Нобиле. „Италия“ стартира от Кингсбей на 23 май и при силен попътен вятър още на следващия ден достига полюса. След като се снижават на 100 метра, членовете на експедицията хвърлят на леда италианския флаг и голям дъбов кръст, връчен им от папа Пий XI, след което набират височина и се отправят обратно. На следващия ден, 25 май, поради обледеняване на балона и прекомерно натежаване, дирижабълът претърпява катастрофа. В спасителната операция се включват голямо количество хора и техника. На помощ се притичва и Амундсен със своя хидроплан „Латам 47“ и в опита си да помогне на пострадалите, самия той изчезва безследно. Смята се, че машината е катастрофирала в Баренцево море и Амундсен е загинал или при падането, или по-късно в ледените води. На 23 юни шведския пилот Лундборг вдига от дрейфуващия лед със самолета си тежкоранения Нобиле, а останалите участници са спасени от съветския ледоразбивач „Красин“. Заради провала на експедицията Мусолини отнема генералското звание на Нобиле и той изпада в немилост в Италия.

## Следващи години (1928 – 1978)
По покана на съветското правителство през 1932 г. Нобиле заминава на работа в СССР, където престоява до 1936. Там конструира въздушния кораб „V-6“, с който през 1935 съветските летци поставят световен рекорд по продължително летене.
През 1939 Нобиле заминава за САЩ, където преподава аеронавтика. След края на Втората световна война се връща в Италия, където е реабилитиран и върнат в италианските военновъздушни сили. През 1946 е избран за депутат в Италианския парламент. Последните години от живота си посвещава на литературна дейност, като написва няколко книги и множество статии.
Умира в Рим на 30 юли 1978 година на 93-годишна възраст.

## Трудове
- „In volo alla conquista del segreto polare“ (1929);
- „L'Italia“ al Polo Nord“ (1930);
- "La preparazione e i risultati scientifici della spedizione polare del „l'Italia“ (1938);
- "Addio “Malygin" (1948).